# Zemljopis Solomonskih Otoka
Solomonski Otoci su široka otočna država u južnom Tihom oceanu, koja se nalazi istočno od Papue Nove Gvineje. Sastoji se od brojnih otoka od koji su važniji Choiseula, Shortland Islands, New Georgia, Santa Isabel, Russell, Florida, Malaita, Guadalcanal, Sikaiana, Maramasike, Ulawa, Uki, Makira, Santa Ana, Rennell, Bellona i Santa Cruz. Udaljenost između zapadnih i najistočnijih otoka je oko 1500 km. Otoci iz arhipelaga Santa Cruz udaljeni su više od 200 km od ostalih otoka.
Vulkani s različitim stupnjevima djelovanja nalaze se na nekim od većih otoka, dok su mnogi od manjih otoka jednostavno maleni atoli prekriveni pijeskom i palmama.
Bougainville je zemljopisni dio Solomonskih otoka, ali politički pripada Papua Novoj Gvineji.
Klima je tropska,  temperature su ujednačene s rijetkim ekstremima. Dnevna temperatura obično je od 25 - 32 °C, noću pada na oko 13 - 15 °C. Od travnja do listopada je suha sezona, jugoistočni vjetrovi pušu, povremeno i do 55 km/h ili više. Od studenog do ožujka je kišna sezona monsuna (sjeverozapad obično topliji i vlažniji). Ciklone nastaju u Koraljnom moru i na području Solomonskih otoka, ali one obično skreću prema Vanuatu i Novoj Kaledoniji ili dalje na obale Australije.

## Statistika
- površina:
  - ukupno: 28.896 km ²
  - zemljište: 27.986 km ²
  - voda: 910 km ²

- površina - usporedba: malo manja od američke države Maryland, veća od Slovenije

- državna granice: 0 km

- obala: 5.313 km

- teren: uglavnom ispresjecan planinama, te niski koraljni atoli

- visinske krajnosti:
  - najniža točka: Tihi ocean 0 m
  - najviša točka: Mount Popomanaseu 2332 metara

- prirodni resursi: riba, šume, zlato, boksit, fosfati, olovo, cink, nikal

- korištenje zemljišta:
  - plodno tlo: 0,62%
  - stalni usjevi: 2,04%
  - drugo: 97,34% (2005.)

- navodnjavana zemljišta: nema podataka

- prirodne opasnosti: rijetki tajfuni, geološki aktivna regija s čestim potresima, vulkanska aktivnost

- trenutni problemi okoliša: krčenje šuma, erozija tla, mnogi koraljni grebeni su ugroženi i pred nestanjem